# گریگادو، نیو ساوت ولز
گریگادو (به انگلیسی: Gregadoo) یک حومه شهر در استرالیا است که در نیو ساوت ولز واقع شده‌است.